# Persone di cognome O'Connor
| Questa pagina contiene informazioni ricavate automaticamente dalle voci biografiche con l'ausilio del template Bio e di un bot. L'aggiornamento è periodico e automatico e ricostruisce completamente la pagina. Se manca una persona in questa lista, sei pregato di non aggiungerla, ma accertati piuttosto che la sua voce biografica contenga il template Bio e che i dati anagrafici siano correttamente compilati. Se il template Bio manca, inseriscilo tu stesso o, in alternativa, metti l'avviso {{tmp\|Bio}} che ne segnala la mancanza. Se i dati riportati sono sbagliati, correggi direttamente la voce biografica; le modifiche saranno visibili in questa lista entro pochi giorni. Per chiarimenti vedi il progetto antroponimi. La lista contiene solo le 89 persone che sono citate nell'enciclopedia e per le quali è stato implementato correttamente il template Bio. Pagina aggiornata al 23 lug 2025. |

Questa è una lista di persone presenti nell'enciclopedia che hanno il cognome O'Connor, suddivise per attività principale.

## Allenatori di calcio(3)
- James O'Connor, allenatore di calcio e ex calciatore irlandese (Dublino, n. 1979)
- Kevin O'Connor, allenatore di calcio e ex calciatore irlandese (Blackburn, n. 1982)
- Turlough O'Connor, allenatore di calcio e ex calciatore irlandese (Athlone, n. 1946)

## Astronauti(1)
- Bryan Daniel O'Connor, ex astronauta e militare statunitense (Orange, n. 1946)

## Attori(12)
- Brenock O'Connor, attore e cantante britannico (Worthing, n. 2000)
- Carroll O'Connor, attore, regista e sceneggiatore statunitense (New York, n. 1924 - Culver City, † 2001)
- Derrick O'Connor, attore irlandese (Dublino, n. 1941 - Santa Barbara, † 2018)
- Donald O'Connor, attore, ballerino e cantante statunitense (Chicago, n. 1925 - Los Angeles, † 2003)
- Edward O'Connor, attore irlandese (Dublino, n. 1862 - New York, † 1932)
- Frank O'Connor, attore, regista e sceneggiatore statunitense (New York, n. 1897 - Los Angeles, † 1959)
- Gavin O'Connor, attore irlandese (Cork, n. 1972)
- Joe O'Connor, attore statunitense
- John Fleck, attore statunitense (n. 1951)
- Josh O'Connor, attore britannico (Southampton, n. 1990)
- Kevin J. O'Connor, attore statunitense (Chicago, n. 1963)
- Ruairi O'Connor, attore irlandese (Howth, n. 1991)

## Attrici(9)
- Caroline O'Connor, attrice, ballerina e cantante britannica (Oldham, n. 1962)
- Celeste O'Connor, attrice statunitense (Nairobi, n. 1998)
- Frances O'Connor, attrice, regista e sceneggiatrice australiana (Wantage, n. 1967)
- Frances O'Connor, attrice statunitense (Granite Falls, n. 1914 - Long Beach, † 1982)
- Glynnis O'Connor, attrice statunitense (New York, n. 1956)
- Loyola O'Connor, attrice statunitense (St. Paul, n. 1868 - Los Angeles, † 1931)
- Renée O'Connor, attrice, produttrice cinematografica e regista statunitense (Katy, n. 1971)
- Sheila O'Connor, attrice e sceneggiatrice francese (Parigi, n. 1966)
- Una O'Connor, attrice irlandese (Belfast, n. 1880 - New York, † 1959)

## Calciatori(8)
- Fred O'Connor, calciatore statunitense (Lynn, n. 1902 - † 1952)
- Garry O'Connor, ex calciatore scozzese (Edimburgo, n. 1983)
- James Francis Edward O'Connor, ex calciatore inglese (Birmingham, n. 1984)
- Kevin O'Connor, calciatore irlandese (Enniscorthy, n. 1995)
- Michael O'Connor, ex calciatore nordirlandese (Belfast, n. 1987)
- Patrick O'Connor, ex calciatore scozzese (Motherwell, n. 1934)
- Richard O'Connor, ex calciatore anguillano (Wandsworth, n. 1978)
- Tomás O'Connor, calciatore argentino (Rosario, n. 2004)

## Cantanti(3)
- Rex Orange County, cantante e musicista britannico (Grayshott, n. 1998)
- George O'Connor, cantante e avvocato statunitense (Washington, n. 1874 - Washington, † 1946)
- Hazel O'Connor, cantante e attrice britannica (Coventry, n. 1955)

## Cantautrici(2)
- Jennifer O'Connor, cantautrice statunitense (Putnam, n. 1973)
- Sinéad O'Connor, cantautrice irlandese (Dublino, n. 1966 - Londra, † 2023)

## Cardinali(1)
- John Joseph O'Connor, cardinale e arcivescovo cattolico statunitense (Filadelfia, n. 1920 - New York, † 2000)

## Cavalieri(2)
- Cian O'Connor, cavaliere irlandese (Dublino, n. 1979)
- David O'Connor, cavaliere statunitense (Washington, n. 1962)

## Cestiste(1)
- Mary Anne O'Connor, ex cestista statunitense (Bridgeport, n. 1953)

## Cestisti(2)
- Connie O'Connor, cestista e giocatore di baseball statunitense (Lennox, n. 1923 - Phoenix, † 2014)
- Frank O'Connor, cestista irlandese (Cahersiveen, n. 1922 - Tullamore, † 1997)

## Ciclisti su strada(1)
- Ben O'Connor, ciclista su strada australiano (Subiaco, n. 1995)

## Costumisti(1)
- Michael O'Connor, costumista britannico (Londra, n. 1965)

## Danzatrici su ghiaccio(1)
- Colleen O'Connor, ex danzatrice su ghiaccio statunitense (Chicago, n. 1951)

## Egittologi(1)
- David O'Connor, egittologo e archeologo australiano (Sydney, n. 1938 - † 2022)

## Fumettisti(1)
- Lee O'Connor, fumettista britannico (Devon, n. 1982)

## Generali(1)
- Richard O'Connor, generale britannico (Srinagar, n. 1889 - Londra, † 1981)

## Giocatori di football americano(2)
- Lukas O'Connor, giocatore di football americano statunitense (Culver City, n. 1994)
- Pat O'Connor, giocatore di football americano statunitense (Chicago, n. 1993)

## Giocatori di snooker(1)
- Joe O'Connor, giocatore di snooker inglese (Leicester, n. 1995)

## Giocatrici di curling(1)
- Susan O'Connor, giocatrice di curling canadese (Calgary, n. 1977)

## Giornalisti(1)
- Thomas Power O'Connor, giornalista irlandese (Athlone, n. 1848 - Londra, † 1929)

## Hockeisti su ghiaccio(1)
- Ben O'Connor, hockeista su ghiaccio britannico (Durham, n. 1988)

## Magistrate(1)
- Sandra Day O'Connor, magistrata, giurista e politica statunitense (El Paso, n. 1930 - Phoenix, † 2023)

## Medici(1)
- Kevin O'Connor, medico e militare statunitense

## Modelle(1)
- Erin O'Connor, supermodella britannica (Brownhills, n. 1978)

## Multipliste(1)
- Kate O'Connor, multiplista irlandese (Newry, n. 2000)

## Musicisti(2)
- Cheetah Chrome, musicista statunitense (Cleveland, n. 1955)
- Mark O'Connor, musicista e compositore statunitense (Mountlake Terrace, n. 1961)

## Nuotatori(2)
- Michael O'Connor, nuotatore e pallanuotista irlandese (Belfast, n. 1900 - Dublino, † 1957)
- Wally O'Connor, nuotatore e pallanuotista statunitense (Madera, n. 1903 - Los Angeles, † 1950)

## Nuotatrici(1)
- Siobhan-Marie O'Connor, ex nuotatrice britannica (Bath, n. 1995)

## Pallanuotisti(1)
- Joseph O'Connor, pallanuotista irlandese (n. 1904 - Dublino, † 1982)

## Piloti automobilistici(1)
- Pat O'Connor, pilota automobilistico statunitense (North Vernon, n. 1928 - Speedway, † 1958)

## Pittrici(1)
- Kathleen O'Connor, pittrice australiana (Hokitika, n. 1876 - Perth, † 1968)

## Politici(1)
- Feargus Edward O'Connor, politico irlandese (Connorville, n. 1794 - Londra, † 1855)

## Rapper(1)
- Bones, rapper, cantante e compositore statunitense (Contea di Marin, n. 1994)

## Registi(2)
- Gavin O'Connor, regista, sceneggiatore e produttore cinematografico statunitense (Huntington, n. 1963)
- Pat O'Connor, regista irlandese (Ardmore, n. 1943)

## Rugbisti a 15(2)
- James O'Connor, rugbista a 15 australiano (Gold Coast, n. 1990)
- Johnny O'Connor, rugbista a 15 irlandese (Galway, n. 1982)

## Sceneggiatrici(2)
- Bridget O'Connor, sceneggiatrice e drammaturga britannica (Harrow, n. 1961 - Hove, † 2010)
- Mary H. O'Connor, sceneggiatrice e attrice statunitense (St. Paul, n. 1872 - Los Angeles, † 1959)

## Schermidori(1)
- William O'Connor, schermidore statunitense (Pittsburgh, n. 1864 - Manhattan, † 1939)

## Schermitrici(1)
- Denise O'Connor, ex schermitrice statunitense (Bayonne, n. 1935)

## Scrittori(4)
- Alex O'Connor, scrittore britannico (Oxford, n. 1999)
- Edwin O'Connor, scrittore e giornalista statunitense (Providence, n. 1918 - Boston, † 1968)
- Frank O'Connor, scrittore irlandese (Cork, n. 1903 - Dublino, † 1966)
- Joseph O'Connor, scrittore irlandese (Dublino, n. 1963)

## Scrittrici(1)
- Flannery O'Connor, scrittrice statunitense (Savannah, n. 1925 - Milledgeville, † 1964)

## Showgirl e showman(1)
- Des O'Connor, showman e cantante britannico (Londra, n. 1932 - Buckinghamshire, † 2020)

## Triplisti(1)
- Peter O'Connor, triplista e lunghista britannico (Millom, n. 1872 - Waterford, † 1957)

## Vescovi cattolici(3)
- James O'Connor, vescovo cattolico e missionario irlandese (Cobh, n. 1823 - Omaha, † 1890)
- Michael O'Connor, vescovo cattolico, missionario e gesuita irlandese (Cobh, n. 1810 - Woodstock, † 1872)
- William Aloysius O'Connor, vescovo cattolico statunitense (Chicago, n. 1903 - † 1983)

## Wrestler(1)
- Pat O'Connor, wrestler neozelandese (Raetihi, n. 1924 - Wanganui, † 1990)